# Barbulifer antennatus
Barbulifer antennatus és una espècie de peix de la família dels gòbids i de l'ordre dels perciformes.

## Morfologia
- Els mascles poden assolir 2 cm de longitud total.[4][5]

## Hàbitat
És un peix marí, de clima tropical i demersal.

## Distribució geogràfica
Es troba a l'Atlàntic occidental: des de les Bahames fins a les Antilles.

## Observacions
És inofensiu per als humans.